# Marc Houtzager
Marc Francis Houtzager (ur. 9 stycznia 1971) –  holenderski jeździec sportowy. Srebrny medalista olimpijski z Londynu.
Startuje w skokach przez przeszkody. Brał udział w dwóch igrzyskach (IO 08, IO 12). W 2012 odniósł największy sukces w karierze, sięgając po srebro olimpijskie w konkursie drużynowym. Startował na koniu Tamino. Holandię w konkursie reprezentowali również Gerco Schröder, Maikel Van Der Vleuten i Jur Vrieling